# Broadway Gondolier
Broadway Gondolier è un film del 1935 diretto da Lloyd Bacon. Prodotto e distribuito dalla Warner Bros., uscì in sala il 27 luglio 1935.
Racconta le avventure di un tassista che sogna di diventare una stella canterina della radio. Il film fu interpretato da Dick Powell affiancato da Joan Blondell. Fu uno dei numerosi film musicali dei primi anni trenta prodotti dalla WB e interpretati dall'attrice. Vi prese parte, spesso in cameo, gran parte degli attori della scuderia Warner che appaiono in brevi comparsate nel corso del film che è, in sintesi, una lunga sequenza di sketch e numeri musicali.

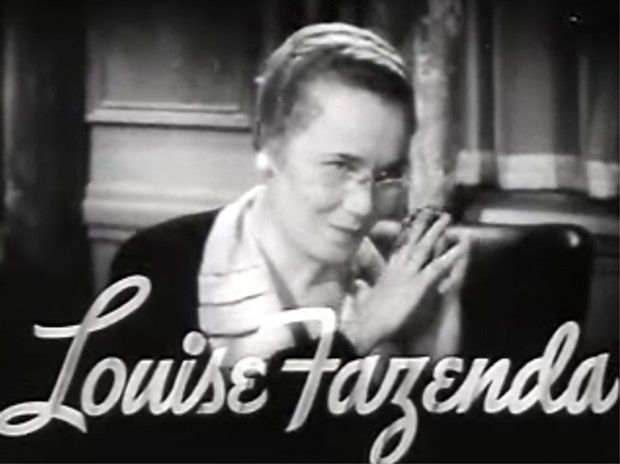
Louise Fazenda, Mrs. Flaggenheim

## Produzione
Il film fu prodotto dalla Warner Bros. Pictures (con il nome Warner Bros. Pictures Inc.).

## Distribuzione
Distribuito dalla Warner Bros. Pictures (con il nome Warner Bros. Pictures Inc.), il film uscì nelle sale cinematografiche statunitensi il 27 luglio 1935.